# Глыбоченка
Глыбоченка или Глубоченка — река в России, протекает по территории Печорского и Палкинского районов Псковской области. Устье реки находится в 39 км по правому берегу реки Кудеб. Длина реки — 12 км.

## Данные водного реестра
По данным государственного водного реестра России относится к Балтийскому бассейновому округу, водохозяйственный участок реки — Великая. Относится к речному бассейну реки Нарва (российская часть бассейна).